# 33-as busz (Debrecen)

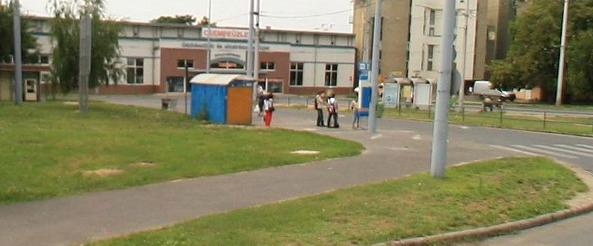
Segner tér

A debreceni 33-as jelzésű autóbusz a Segner tér és Nagymacs között közlekedik Kismacs érintésével. Útvonala során érinti a belvárost, Egészségügyi Járóbeteg Központot, Kölcsey Központot, Malomparkot, Gábor Dénes Elektronikai Műszaki Szakközépiskolát. A 33-as járatokon felül közlekednek 33E jelzésű autóbuszok is.
Jelenlegi menetrendje 2011. augusztus 15-től érvényes.

## Története
2000. január 1-jén indult el a Segner tér - Pesti utca - Böszörményi út - Füredi út - Balmazújvárosi út - 33-as főút - Nagymacs bejárati út - Kastélykert utca - Nagymacs útvonalon. A járat beindulásával Nagymacs bekapcsolódott a tömegközlekedésbe. 2006. szeptember 1-től a tervek szerint Kismacs érintésével közlekedett volna, de a tervek nem valósultak meg. 2010. július 12-én a 20-as és 33-as buszokat részlegesen összevonták. Innentől a 20-as és a 33-as busz már csak csúcsidőben járt, a többi időszakban a 33-as busz útvonalán közlekedő, Kismacsra betérő 33Y busz közlekedett. 2011. március közepétől napközben a 33-as és 33Y busz a Cora áruház érintésével közlekedett. 2011. május 16-án teljesen összevonták a 20-as és 33/33Y buszokat. Ekkor kapta meg a 33-as busz a mai útvonalát, valamint ekkor indult el a 33E gyorsjárat. A 33Y busz lett a Cora áruházhoz betérő járat. 2015. március 15-én a 33Y busz megszűnt, helyette az adott időpontokban a Cora (ma Auchan) áruház érintése nélkül közlekedő 33-as buszok indulnak.

## Járművek
A viszonylaton Alfa Cívis 12 típusú szóló buszok közlekednek.

## Útvonala
| Év        | Végállomások                        | Útvonal oda | Útvonal vissza |
| --------- | ----------------------------------- | --- | --- |
| 2000-2011 | Segner tér – Nagymacs               | Pesti utca – Böszörményi út – Füredi út – Balmazújvárosi út – – Nagymacsi (3316-os és 3322-es) út                                                    | Nagymacsi (3316-os és 3322-es) út – – Balmazújvárosi út – Füredi út – Böszörményi út – Pesti utca                                                  |
| 2011      | Segner tér – Cora áruház – Nagymacs | Hatvan utca – Bethlen utca – Egyetem sugárút – Füredi út – Balmazújvárosi út – Cora áruház – – Nagymacsi (3316-os és 3322-es) út                     | Nagymacsi (3316-os és 3322-es) út – – Cora áruház – Balmazújvárosi út – Füredi út – Egyetem sugárút – Bethlen utca – Hatvan utca                   |
| 2011-től  | Segner tér – Kismacs – Nagymacs     | Hatvan utca – Bethlen utca – Egyetem sugárút – Füredi út – Balmazújvárosi út – – Napraforgó utca – Orgona utca – – Nagymacsi (3316-os és 3322-es) út | Nagymacsi (3316-os és 3322-es) út – Napraforgó utca – Orgona utca – – Balmazújvárosi út – Füredi út – Egyetem sugárút – Bethlen utca – Hatvan utca |

## Megállóhelyei
| 0  | Segner tér végállomás                             | 34 | 3, 3A, 4, 5, 5A 10, 10A, 10Y, 11, 13, 14, 17, 17A, 24, 24Y, 25, 25Y, 33E, 34, 35, 35E, 35Y, 36, 42, 42A, 45, 46, 46E, 46H, 49, 49Y, 125, 125Y, 146, A1 |
| 2  | Hatvan utca                                       | 33 | 10, 10A, 10Y, 13, 14, 22, 22Y, 24, 24Y, 34, 35, 35Y, 36 Helyközi buszok                                                                                |
| 3  | Kölcsey Központ (Bethlen utca) (↓) Jókai utca (↑) | 31 | 2 10, 10A, 10Y, 11, 13, 14, 15, 15Y, 22, 22Y, 24, 24Y, 43                                                                                              |
| 6  | Honvéd utca                                       | 28 | 10, 10A, 10Y, 13 |
| ∫  | Egyetem sugárút                                   | 26 | 10, 10A, 10Y, 13, 21, 23, A1 |
| 9  | Malompark                                         | 25 | 2 12, 21, 23, 23Y, A1 |
| 11 | Jerikó utca                                       | ∫  | 21, A1 |
| 12 | Füredi kapu (↓) Domokos Lajos utca (↑)            | 23 | 15, 15Y, 21, 22, 22Y, 24, 24Y, 33E, 34, 35, 35Y, 36, A1 Helyközi buszok                                                                                |
| 13 | Honvéd Középiskola                                | 20 | 21, A1 |
| 15 | Vízmű                                             | 18 | 21, A1 Helyközi buszok |
| 17 | Bevásárlóközpontok                                | 16 | 21, 42 Helyközi buszok |
| 19 | Autópiac                                          | 14 | Helyközi buszok |
| 21 | Kismacs, lakótelep                                | 12 | Helyközi buszok |
| 22 | Kismacs                                           | ∫  | Helyközi buszok |
| ∫  | Orgona utca                                       | 12 | 33E |
| 23 | Napraforgó utca                                   | 11 | 33E |
| 24 | Orgona utca                                       | ∫  | 33E |
| 25 | Kismacs                                           | 10 | Helyközi buszok |
| 27 | Béke major                                        | 9  | Helyközi buszok |
| 28 | Péterfia dűlő                                     | 8  | Helyközi buszok |
| 30 | Látóképi Csárda                                   | 6  | Helyközi buszok |
| 32 | Nagymacs, vasútállomás                            | 3  | |
| 34 | Nagymacs, Kastélykert utca                        | 1  | 33E |
| 35 | Nagymacs végállomás                               | 0  | 33E |

## Járatsűrűség
A járatok 3.55 és 23.12 között indulnak. Tanítási időszakban és tanszünetben  6,13,14 órakor 2 járat indul, a többi órában 1 járat indul, kivéve 4,9,11 és 19 órakor nem indul járat. Hétvégén és ünnepnapkor minden órában 1 járatot indítanak, kivéve, 4,7,9,11,13,15,17 és 19 órakor nem indul járat.
Pontos indulási idők itt.